# ما زانكانغ (ضابط)
ما زانكانغ (بالصينية: 马占山) (و. 1885 – 1950 م) هو ضابط من الصين، والصين، ولد في غونغزولينغ، كان عضوًا في الكومينتانغ، ويحمل رتبة عسكرية فريق أول، توفي في بكين، عن عمر يناهز 65 عاماً.